# Telefone sem fio (brincadeira)
Telefone estragado (português europeu) ou telefone sem fio (português brasileiro) é uma tradicional brincadeira popular, na qual uma pessoa fala uma palavra ou frase (o "segredo") ao ouvido de outra pessoa ao seu lado, de modo que os demais participantes não escutem ou descubram imediatamente qual é o "segredo". Quem ouviu o segredo tenta então repeti-lo para o próximo participante, e assim por diante até chegar ao último, que deve contar o segredo em voz alta. Uma das regras do jogo é que o segredo não pode ser repetido ao ouvinte da vez. Por esse motivo é comum o segredo ser mal entendido e por isso passado ao demais ouvintes de forma cada vez mais deturpada, chegando totalmente diferente ao ouvinte final, e isso é o que torna a brincadeira divertida. É possível competir dois grupos para ver qual grupo chega com a palavra mais fielmente ao destino.
Costuma-se também fazer referência a essa brincadeira em qualquer situação que possa haver falhas de comunicação num ambiente que depende de um passar a informação para o outro sucessivamente até chegar num destino. Pode-se fazer crítica a alguma hierarquia numa empresa, por exemplo, dizendo que a ordem do chefe passou como um "telefone sem fio" até chegar ao último empregado que a executou de forma totalmente diferente.
A brincadeira ajuda a desenvolver a capacidade de audição, a concentração, a oralidade e a memória. Ela é bastante utilizada em dinâmicas de grupo, ainda que especialistas alertam para seu uso não causar o indesejado efeito de desconforto e introspecção nos participantes